# Trausti Eyjólfsson
Jón Trausti Eyjólfsson (ur. 22 listopada 1927 w Reykjavíku, zm. 20 lipca 2010) – islandzki lekkoatleta specjalizujący się w biegach sprinterskich, olimpijczyk.
Reprezentował Islandię w sztafecie 4 × 100 metrów na Letnich Igrzyskach Olimpijskich 1948, które odbyły się w Londynie. Drużyna ukończyła konkurencję po 42 minutach i 9 sekundach przez co zajęła 4. miejsce.